# NGC 2547
NGC 2547 (również OCL 753 lub ESO 209-SC18) – gromada otwarta znajdująca się w gwiazdozbiorze Żagla. Odkrył ją Nicolas Louis de Lacaille w 1751 roku podczas astronomicznej wyprawy na Przylądek Dobrej Nadziei w Afryce Południowej.